# Система футбольных лиг Франции
Система футбольных лиг Франции — система связанных между собой структурированных футбольных лиг, управляемых Французской Федерацией Футбола. Включает в себя около 6000 футбольных клубов (без учёта команд-дублёров).

## Структура чемпионата
| - Лига Эльзаса - Лига Аквитании - Лига Атлантики (департаменты Мен и Луара, Вандея, Атлантическая Луара) - Лига Овернь - Лига Нижней Нормандии - Лига Бургундии - Лига Бретани - Лига Центра - Лига Центрального Запада (департаменты Пуату — Шаранта, Лимузен) - Лига Шампань — Арденны - Лига Корсики |  | - Лига Франш-Конте - Лига Лангедок — Руссильон - Лига Лотарингии - Лига Ман (департаменты Сарта, Майен) - Лига Средиземноморья (департамент Прованс — Альпы — Лазурный берег) - Лига Юг — Пиренеи - Лига Нор — Па-де-Кале - Лига Верхней Нормандии - Лига Иль-де-Франс - Лига Пикардии - Лига Рона — Альпы |

|  |

## Эволюция структуры
| Период          | 1-й уровень | 2-й уровень   | 3-й уровень                            | 4-й уровень                            | 5-й уровень                            | 6-й уровень                            |
| --------------- | ----------- | ------------- | -------------------------------------- | -------------------------------------- | -------------------------------------- | -------------------------------------- |
| 1932/33         | Дивизион 1  | Региональн.fr | Региональн.fr                          | Региональн.fr                          | Региональн.fr                          | Региональн.fr                          |
| 1933/34—1934/35 | Дивизион 1  | Дивизион 2    | Региональн.                            | Региональн.                            | Региональн.                            | Региональн.                            |
| 1935/36—1947/48 | Дивизион 1  | Дивизион 2    | Любительский чемпионатfr / Региональн. | Любительский чемпионатfr / Региональн. | Любительский чемпионатfr / Региональн. | Любительский чемпионатfr / Региональн. |
| 1948/49—1970/71 | Дивизион 1  | Дивизион 2    | Любительский чемпионат                 | Региональн.                            | Региональн.                            | Региональн.                            |
| 1971/72—1977/78 | Дивизион 1  | Дивизион 2    | Дивизион 3fr                           | Региональн.                            | Региональн.                            | Региональн.                            |
| 1978/79—1992/93 | Дивизион 1  | Дивизион 2    | Дивизион 3fr                           | Дивизион 4fr                           | Региональн.                            | Региональн.                            |
| 1993/94—1996/97 | Дивизион 1  | Дивизион 2    | Насьональ 1                            | Насьональ 2                            | Насьональ 3                            | Регионал.                              |
| 1997/98—2001/02 | Дивизион 1  | Дивизион 2    | Насьональ                              | Чемп. Франции среди любителей — CFA    | Чемп. Франции среди любителей — CFA 2  | Регионал.                              |
| 2002/03—2016/17 | Лига 1      | Лига 2        | Насьональ                              | Чемп. Франции среди любителей — CFA    | Чемп. Франции среди любителей — CFA 2  | Регионал.                              |
| с 2017/18       | Лига 1      | Лига 2        | Насьональ                              | Насьональ 2                            | Насьональ 3                            | Регионал.                              |